# James Gillpatrick Blunt
Pour les articles homonymes, voir Blunt.
James Gillpatrick (ou Gilpatrick) Blunt (21 juillet 1826 - 27 juillet 1881) est médecin et abolitionniste qui atteint le grade de major-général dans l'armée de l'Union pendant la guerre de Sécession. Il est vaincu par le gang de Quantrill à la bataille de Baxter Springs, au Kansas, en 1863, mais est considéré comme ayant bien servi en tant que commandant de division au cours raid de Price dans le Missouri, qui a lieu en 1864.

## Avant la guerre
Blunt naît à Trenton, dans le Maine, de John Blunt et Sally Gilpatrick Blunt. Blunt vit et travaille dans la ferme familiale jusqu'à ses 14 ans. Il peut avoir passé un certain temps à l'académie militaire d'Ellsworth à Ellsworth, dans le Maine. Il devient marin sur un navire marchand quand il a 15 ans, et atteint le grade de capitaine à 20 ans.
En 1845 Blunt part pour Columbus, Ohio, où il entre au Starling Medical College. Son oncle maternel, le Dr Rufus Gilpatrick, est l'un des professeurs. Diplômé en février 1849, Blunt part pour New Madison (Ohio) et commence à pratiquer. Le 15 janvier 1850, il épouse Nancy G. Putman. Blunt pratique la médecine et prend une part active dans la politique du comté en tant que membre du parti républicain.

## Carrière au Kansas
En 1856, Blunt et sa famille déménage ensuite dans le comté d'Anderson, au Kansas, suivant son oncle, qui a déménagé plusieurs années auparavant. Il s'implique rapidement dans le conflit avant la guerre de Sécession connu sous le nom de « Bleeding  Kansas », lorsque les abolitionnistes et les forces pro-esclavagistes se battent pour le contrôle du territoire. Lors d'un affrontement avec le gouvernement territorial pro-esclavagiste en 1857, Blunt rejoint une force, comprenant Jim Lane et l'abolitionniste John Brown. Blunt est un membre clé de la convention constitutionnelle de Wyandotte qui encadre la constitution de l'état du Kansas en 1859, et sert en tant que président de la commission de la milice.

## Guerre de Sécession
Lors du déclenchement de la guerre de Sécession en 1861, Blunt est nommé lieutenant-colonel du 3rd Regiment Kansas Volunteer Infantry, au sein de la brigade du Kansas de James Lane, une force de partisans irrégulière qui n'est pas acceptée dans l'armée de l'Union, jusqu'à ce qu'elle se réorganise en avril 1862,. En avril 1862, Blunt est nommé brigadier général des volontaires et reçoit le commandement du département et de l'armée de Kansas. Il donne l'ordre au colonel William Weer de mener l'« expédition Indienne », en 1861, qui aboutit à l'occupation du fort Gibson et à l'armement de trois régiments d'amérindiens. Les forces de Blunt sont vaincues lors de la première bataille Newtonia, et l'armée du Kansas est incorporée dans l'armée de la frontière en tant que  1st division. Blunt mène sa division de Cherokees et de volontaires du Kansas à la victoire lors de la bataille de l'Old Fort Wayne. En décembre 1862, la division de Blunt est rejointe par la 2nd division sous les ordres de Francis J. Herron. Les forces combinées rencontrent les confédérés de Thomas C. Hindman lors de la bataille de Prairie Grove. Alors qu'elle est tactiquement un match nul, la bataille est une victoire stratégique pour l'Union.
Blunt est nommé major-général des volontaires le 16 mars 1863. Il est le seul officier du Kansas à atteindre ce rang pendant la guerre. Il établit le fort Baxter (également connu sous le nom de fort Blair) en mai 1863 près de Baxter Springs, Kansas.
Blunt est nommé commandant du district de la frontière. Il fait campagne pour le contrôle du territoire Indien et remporte une victoire lors de la bataille de Honey Springs, apportant une grande partie du territoire Indien sous contrôle de l'Union. En octobre 1863, lorsqu'il déplace son quartier général de fort Scott à fort Smith, Blunt et son détachement sont attaqués par une force confédérée sous les ordres de William C. Quantrill. Lors de la bataille de Baxter Springs, le gang de Quantrill met en déroute et tue plus de 80 hommes sur les 100 de l'escorte de Blunt, y compris son commandant adjudant Henry Curtis, le fils du major-général Samuel Curtis. Ces actions aboutissent à ce que Blunt soit retiré du commandement du district de la frontière.
En 1864, Blunt est en mesure de se racheter. Le major général confédéré Sterling Price débute une invasion de Missouri et Blunt prend le commandement de la 1st division de l'armée de la frontière. Blunt et la cavalerie commandée par Alfred Pleasonton combattent lors d'actions de retardement jusqu'à ce que Samuel R. Curtis achemine l'ensemble de l'armée et inflige une défaite à Price lors de la bataille de Westport. La division de Blunt inflige la défaite finale à Price lors de la seconde bataille de Newtonia. Blunt commande le district du Kansas du sud lorsque la guerre se termine.

## Après la guerre

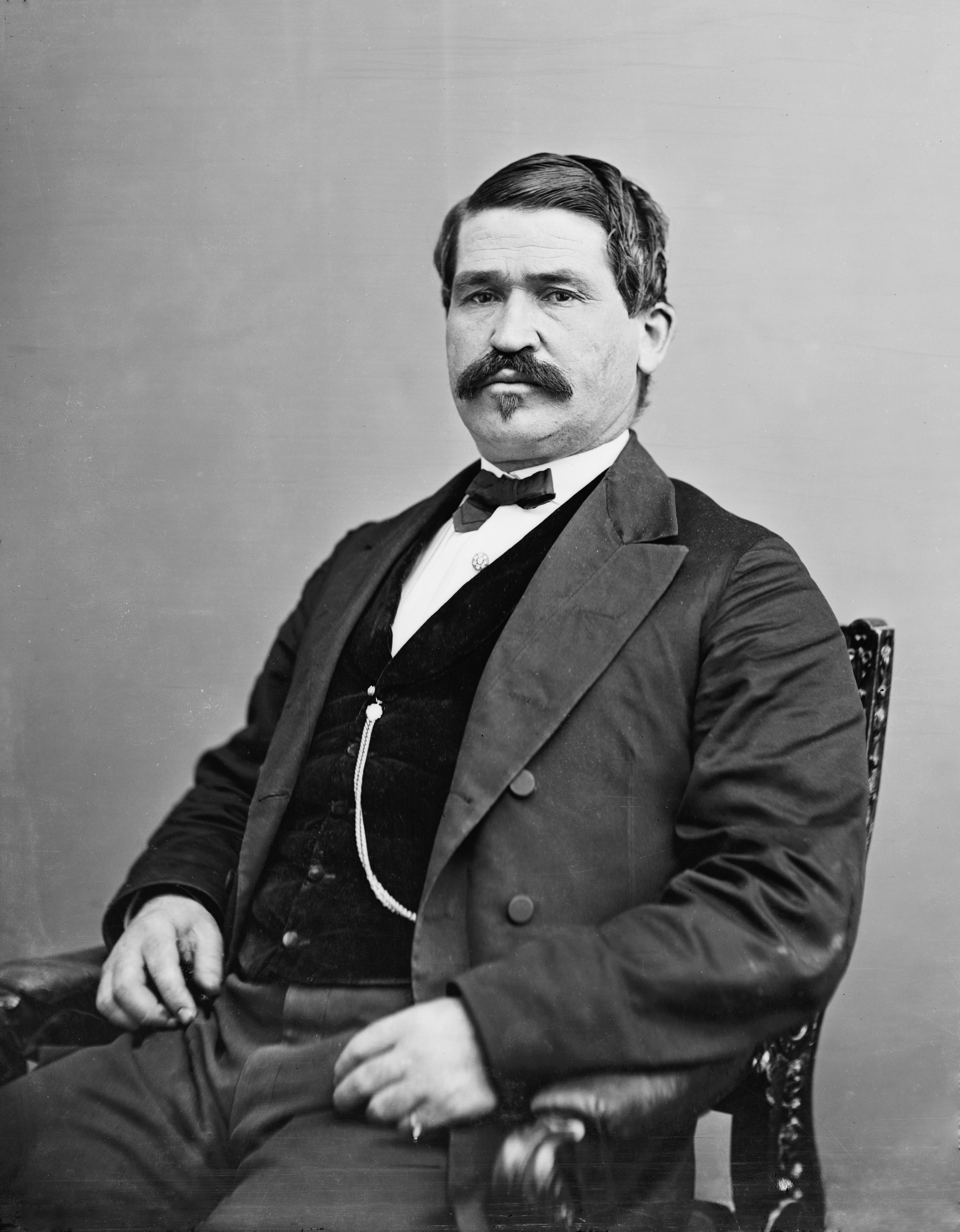
James G. Blunt dans un portrait d'après-guerre

Après la guerre, Blunt s'installe avec sa famille à Leavenworth, au Kansas, et repris sa pratique médicale ; il est également  admis au barreau du Kansas en tant qu'avocat. Il part pour Washington, DC, en 1869, où il exerce sa nouvelle profession.
En 1873, Blunt est accusé par le département de la Justice de complot en vue de frauder le gouvernement et un corps d'indiens Cherokee, en Caroline du Nord. Plus tôt, il a été cité lors l'enquête du 41e Congrès menée par le département des affaires indiennes, pour faire payer aux tribus de l'Ouest des frais de lobbying exorbitants (de 40 % à 50 %) pour les paiements qui leur sont dus.
Le comportement de Blunt devient erratique en 1879, à l'âge de 53 ans, et il est interné dans un asile. Il meurt deux ans plus tard, la cause de la mort étant « un ramollissement du cerveau ». Son corps retourne à Leavenworth et est enterré dans le cimetière de Mount Muncie.

## Dans la culture populaire
James Blunt apparaît brièvement dans Rifles for Watie, un roman de Harold Keith, sur un jeune soldat de l'Union du Kansas combattant pendant la guerre de Sécession dans le territoire indien et dans les états environnants. Il comprend une description de la bataille de Prairie Grove.